# Slovenský Pohár
Slovenský Pohár er en årlig fodboldturnering i Slovakiet, der bliver arrangeret af Slovakiets fodboldforbund (SFZ). Turneringen spilles efter cupprincippet og vinderen kåres som slovakisk cupmester. Turneringen har været afholdt hvert år siden 1993 efter opdelingen af Tjekkoslovakiet, og vinderen af turneringen tildeles en plads i 2. kvalifikationsrunde til UEFA Europa League.
Turneringen blev oprindeligt afholdt for første gang i 1961 som en del af den tjekkoslovakiske Cup, Československý Pohara, før Slovakiet fik sin egen cup i 1969. Vinderen af Slovenský Pohara mødte derefter vinderen af den tjekkiske cup, Český Pohara, i en finale i den tjekkoslovakiske cup.
Det mest vindende hold pr. 2015 er ŠK Slovan Bratislava med seks titler. Den slovakiske supercup Slovenský Superpohár er hvert år siden 1993 er blevet spillet mellem vinderen af Slovenský Pohara og vinderen af den øverste division, Slovakiets Superliga.

## Vindere
| - 1993/1994: Slovan Bratislava - 1994/1995: Inter Bratislava - 1995/1996: Chemlon Humenné - 1996/1997: Slovan Bratislava - 1997/1998: Spartak Trnava - 1998/1999: Slovan Bratislava - 1999/2000: Inter Bratislava - 2000/2001: Inter Bratislava - 2001/2002: Koba Senec - 2002/2003: Matador Púchov - 2003/2004: Artmedia Bratislava - 2004/2005: Dukla Banská Bystrica - 2005/2006: Ružomberok | - 2006/2007: ViOn Zlaté Moravce - 2007/2008: Artmedia Petržalka - 2008/2009: MFK Košice - 2009/2010: Slovan Bratislava - 2010/2011: Slovan Bratislava - 2011/2012: Žilina - 2012/2013: Slovan Bratislava - 2013/2014: MFK Košice - 2014/2015: Trenčín - 2015/2016: Trenčín - 2016/2017: ŠK Slovan Bratislava - 2017/2018: ŠK Slovan Bratislava - 2018/2019: FC Spartak Trnava - 2019/2020: Slovan Bratislava |